# Mepachymerus giganteus
Mepachymerus giganteus är en tvåvingeart som först beskrevs av Oswald Duda 1934.  Mepachymerus giganteus ingår i släktet Mepachymerus och familjen fritflugor. Inga underarter finns listade i Catalogue of Life.